# Nissan Prairie
La Nissan Prairie è un'autovettura monovolume costruita dalla Nissan Motor dal 1982 al 2004 per vari mercati mondiali in tre diverse generazioni. È stata anche denominata Nissan Stanza, Nissan Multi, Nissan Liberty e Nissan Axxess in dipendenza dei mercati e delle varie generazioni.
È uno dei primi minivan compatti ad essere introdotto sul mercato.
In Europa la produzione durò breve tempo per poi essere sostituita con la Nissan Serena nel 1991.